# Basilisk Kouga Ninpouchou
Basilisk: Kouga Ninpouchou (バジリスク甲賀忍法帖) (Basilisk: O Pergaminho Secreto dos Kougas no Brasil) é um anime/mangá feito em 2005 pelo estúdio GONZO contando com 24 episódios, e o mangá com 5 volumes, sendo das categorias ação, drama e baseado em uma história de Futaro Yamada. Foi dirigida por Fumitomo Kizaki.  
O anime começa no ano de 1614. Dois clãs ninjas começam a lutar entre si. Cada um defende um dos filhos do shogun Tokugawa e o clã vencedor definirá o herdeiro do Japão. Os clãs são Iga do vilarejo de Tsubagakure, e Kouga do vale de Manjidani. Cada clã conta com 10 ninjas de cada lado na disputa.

## Enredo
No anos de 1614, no auge do Japão Feudal, para resolver a disputa pela sucessão do Xogunato, Ieyasu Tokugawa quebra um acordo de paz feito entre os clãs rivais de Tsubagakure Iga e de Manjidani Kouga, que era mantido há muitos anos, apesar de ainda haver ódio entre os clãs. A quebra do acordo inicia um grande derramamento de sangue entre os dois lados, que decidem resolver com base na força os anos de ódio reprimido. A guerra ninja começa no momento em que estava para acontecer um casamento entre os futuros jovens líderes dos dois lados (Gennosuke de Kouga e Oboro de Iga) o qual firmaria a paz entre os clãs. Por esse motivo os dois enamorados são tragados por traições, armadilhas, dilemas, ódios seculares e amores reprimidos; a dualidade entre cumprir o dever para com o clã ou ignorar a guerra para viver o amor. A história é repleta de batalhas entre os dez ninjas de cada lado, cada um com uma técnica ninja sobre-humana.

## Personagens

### Ninjas de Kouga
- Danjo Kouga - Líder do clã Kouga e avô de Gennosuke. Danjo é especializado na luta com agulhas. Era o antigo amor de Ogen de Iga. No mangá, publicado no Brasil pela PANINI, Danjou revela a Ogen, pouco antes de matá-la, que suas agulhas contém um poderoso veneno, mas este detalhe não fica claro no anime.

Morte 01

Morto por Ogen de Iga
- Gennosuke Kouga -  Protagonista da série juntamente com Oboro de Iga, por qual também é apaixonado. Neto de Kouga Danjo e herdeiro do clã Kouga. Possui um Doujutsu mortal aprendido de seu mestre, Muroga Hyouma. Seu Doujutsu necessita, inevitavelmente, que seus olhos possam ser abertos; a técnica consiste na hipnose de seus inimigos. É um homem de caráter firme e atitudes ponderadas; deseja a paz entre os clãs Kouga e Iga.

Morte 20

Suicidou-se junto com Oboro
- Hyouma Muroga - Mestre e tio de Gennosuke, é um dos guerreiros mais respeitados de Kouga. É um ninja cego, mas pode abrir os seus olhos e utilizar o mesmo Doujutsu de Gennosuke. Luta corpo-a-corpo através da agudez de seus outros quatro sentidos. Também é contra a guerra entre os clãs. Possui uma personalidade meticulosa e perspicaz, sempre calmo e constante.

Morte 13

Morto por Koshiro
- Saemon Kisaragi - Domina a arte do disfarce; pode copiar a voz e a aparência de qualquer pessoa, seguindo, ainda, por interpretações convincentes de seus inimigos. Com isso pode se aproximar furtivamente de seu alvo, enganá-lo e matá-lo. Saemon também é irmão de Okoi. Embora no início seja frio e indiferente a guerra ninja, logo começa a perceber qual desastrosas elas são para ambos os lados.

Morte 16

Morto por Tenzen
- Okoi Kisaragi - Irmã de Saemon, sua técnica consiste em uma espécie de vampirismo. Através de qualquer parte de seu corpo Okoi pode sugar todo o sangue de seu adversário. É importante que o contato entre a pele do inimigo e a própria pele deve ser direto; quanto mais contato, menor o tempo em que o inimigo leva para morrer.

Morte 08

Morta por Nenki
- Gyoubu Kasumi - Sua técnica é, principalmente, a camuflagem, mas o faz de uma maneira curiosa; penetrando dentro de objetos, paredes e até o próprio chão. Não se utiliza de armas; usa o 'efeito surpresa' e prefere estrangular os seus adversários. No anime, nutre um imenso ódio pelos Iga por causa da morte de seu pai. Mas ainda consegue ser um dos personagens mais humanos da série.

Morte 11

Morto por Tenzen e Akeginu
- Jubei Jimushi - Tem o dom da adivinhação e predizer a sorte das pessoas. Não possui membros superiores e inferiores; além da cabeça, possui apenas a região do tronco. Apesar de sua condição física, tem consigo um aparato que o faz se rastejar muito rapidamente. Guarda uma espada na garganta e consegue manipulá-la com a língua.

Morte 04

Morto por Tenzen
- Kazamachi Shogen - Tem uma grande e maleável língua, uma corcunda protuberante e se assemelha a uma aranha.  Pode excretar com imensa precisão e pressão um muco colante que anula a movimentação do inimigo. Esse muco pode formar teias, pelas quais Shogen pode caminhar em cima se usar em suas mãos um liquido por ele mesmo produzido e matar os inimigos que nela estejam presos. Shogen é sádico e gosta de brincar com o inimigo antes de matá-lo.

Morte 03

Morto por Hotarubi e Nenki
- Jousuke Udono - Jousuke é gordo e tem o corpo praticamente feito de borracha, o que amortece e anula qualquer impacto físico. É capaz, também, de se tornar uma "bola" e rolar em alta velocidade. Tem uma personalidade lúdica e abobalhada.

Morte 05

Morto por Jingoro
- Kagero - Uma mulher que possui uma terrível técnica involuntária: quando se sente sexualmente excitada libera, através dos suspiros, um veneno mortal que ceifa a vida de seu parceiro. Nutre um rancor por Oboro por causa de sua paixão para com Gennosuke.

Morte 17

Morta por Tenzen

### Ninjas de Iga
- Ogen Iga - Líder do clã Iga e avó de Oboro. Talvez não tenha nenhuma técnica em especial; ao contrário do que muitos pensam, controlar um falcão não é uma habilidade exclusiva de Ogen, mas sim de qualquer ninja experiente; de igual forma atirar shurikens é técnica comum dos ninjas. Ogen e Danjo já tiveram um antigo amor que, apesar dos pesares, parece não ter acabado.

Morte 02

Morta por Danjo
- Oboro Iga - Protagonista juntamente com Gennosuke, por qual nutre intenso amor. Neta de Ogen e herdeira do clã Iga, Oboro nasceu com o olhar desarmante, que pode anular qualquer técnica ninja, desde que o seu olhar esteja fixado sobre a pessoa.Possui uma grande beleza e é uma personagem extremamente boa.

Morte 19

Se suicidou junto com Gennosuke
- Tenzen Yakushiji - 'Guerreiro líder' de Iga e, aparentemente, mestre dos demais guerreiros. Possui uma "técnica" (no mangá, seu irmão gêmeo siamês; no anime, o espírito de sua mãe) que o impossibilita de morrer, salvos casos de decapitação e carbonização. Apesar de não parecer, é mais velho que Ogen. Tenzen é o mais interessado na guerra entre Kouga e Iga; nutre um ódio mortal por Kouga e age sem escrúpulos. Considerado pelos fãs um dos personagens mais odiados do anime, Tenzen conserva o hábito nojento de molestar mulheres.

Morte 18

Morto por Gennosuke e Oboro
- Mino Nenki - Sua arma é um bastão de madeira, mas sua técnica real é controlar o próprio cabelo, utilizando-o como se fosse os seus próprios braços. Com essa técnica pode interceptar shurikens atiradas contra ele, atirá-las de volta e ainda utilizar seus cabelos para escalar árvores e manipular qualquer objeto.

Morte 09

Morto por Hyoma
- Azuki Rousai - Um velho baixinho que possui uma cabeça enorme. Sua técnica é o poder de esticar os membros do corpo, assim atacando o inimigo em distâncias consideráveis.

Morte 07

Morto por Okoi
- Yashamaru -  O primeiro guerreiro a atacar no anime. Yashamaru é enamorado de Hotarubi. Tem uma técnica mortal; os "Laços Negros", que são fios de cabelo de moças virgens banhados com um óleo animal secreto. Através desses fios pode cortar uma katana em vários pedaços, romper paredes de concreto e, obviamente, picotar um adversário.

Morte 06

Morto por Gyobu e Saemon
- Hotarubi - Uma jovem moça namorada de Yashamaru. Controla uma boana (coletivo de borboletas) bela e luminosa que usa para distrair o inimigo. Além disso manipula uma cobra venenosa de estimação; esconde-a dentro do quimono para um ataque surpresa e mortal.

Morte 10

Morta por Saemon
- Jingoro Amayo - Um velho de baixa estatura e pele acinzentada. Sua técnica não é necessariamente mortal; Jingoro tem o seu corpo desidratado quando entra em contato com o sal (semelhante a uma lesma), mas não morre e nem perde a sua mobilidade total a não ser que permaneça por muito tempo de tal forma ou então use o sal em grandes excessos. Com isso seu corpo fica pequeno, maleável e disforme, podendo, então, se esconder em pequenas frestas. Ao entrar em contato com a água doce o seu corpo retoma a forma original.

Morte 12

Morto por Gyobu
- Akeginu - Uma bela jovem apaixonada por Koshiro. Sua técnica é fazer com que o próprio sangue evapore de seu corpo através dos poros da pele, assim pode interromper a visão do oponente, como uma densa névoa que impede uma pessoa de enxergar. Nota-se que seu quimono é vermelho muito provavelmente pelo princípio da camuflagem, em que Akeginu fica da cor do próprio sangue enquanto ataca sorrateiramente o inimigo.

Morte 15

Morta por Kagero e Saemon
- Chikuma Koshiro - Carrega duas "Kama" (pequenas foices) e as utiliza como bumerangues com alto poder cortante. Pode criar "vácuos mortais" utilizando o próprio ar como uma coluna perfurante de elevadíssimo poder. Nutre um amor por Oboro que não se sabe se é fraternal ou conjugal; caso seja este último, ainda assim, parece não desprezar Akeginu. No anime, é também um excelente escultor de madeira.

Morte 14

Morto por Kagero

### Outros
- Yagyuu Munenori
- Hanzo Hattori

## Episódios
- 01 - Destino
- 02 - O Último Encontro
- 03 - Guerra Violenta
- 04 - Encontro Fatal à Noite
- 05 - Os Seis Princípios de um Ninja
- 06 - Lágrimas Caindo e Adoração
- 07 - A Cruel Fumaça de Sangue
- 08 - Poças de Sangue
- 09 - Crepúsculo do Desespero
- 10 - Julgamento Divino
- 11 - Pedregulhos
- 12 - Memórias
- 13 - A Dança Selvagem das Borboletas
- 14 - Estreito de Flores
- 15 - Prisão em Alto-Mar
- 16 - Descrição do Passado
- 17 - Vagando pelas Trevas
- 18 - Madrugada das Trevas
- 19 - O Plano da Mulher Feroz
- 20 - Fluxo de Piedade
- 21 - Carisma Assassino
- 22 - O Murmúrio dos Espíritos
- 23 - Fantasias Sombrias
- 24 - Uma Chance de Reencontro no Outro Mundo